# Politica della Svizzera

Lo stemma della Svizzera

La Svizzera è uno Stato federale composto da ventisei cantoni. Originatasi nel 1291 in seno all'alleanza dei cantoni Uri, Svitto e Untervaldo, la confederazione svizzera si estese nel corso dei secoli attraverso una complessa rete di alleanze, assumendo l'attuale ordinamento federale a partire dal 1848. Il potere legislativo è detenuto dall'Assemblea federale, mentre quello esecutivo dal Consiglio federale, tradizionalmente composto da rappresentanti delle principali quattro forze politiche del Paese. A livello giudiziario ai cantoni è garantita un'ampia autonomia. In Svizzera è fortemente radicata una tradizione politica che privilegia la democrazia diretta, la quale viene esercitata soprattutto attraverso le iniziative popolari, i referendum e in alcuni cantoni attraverso l'antico istituto della Landsgemeinde.

## Storia

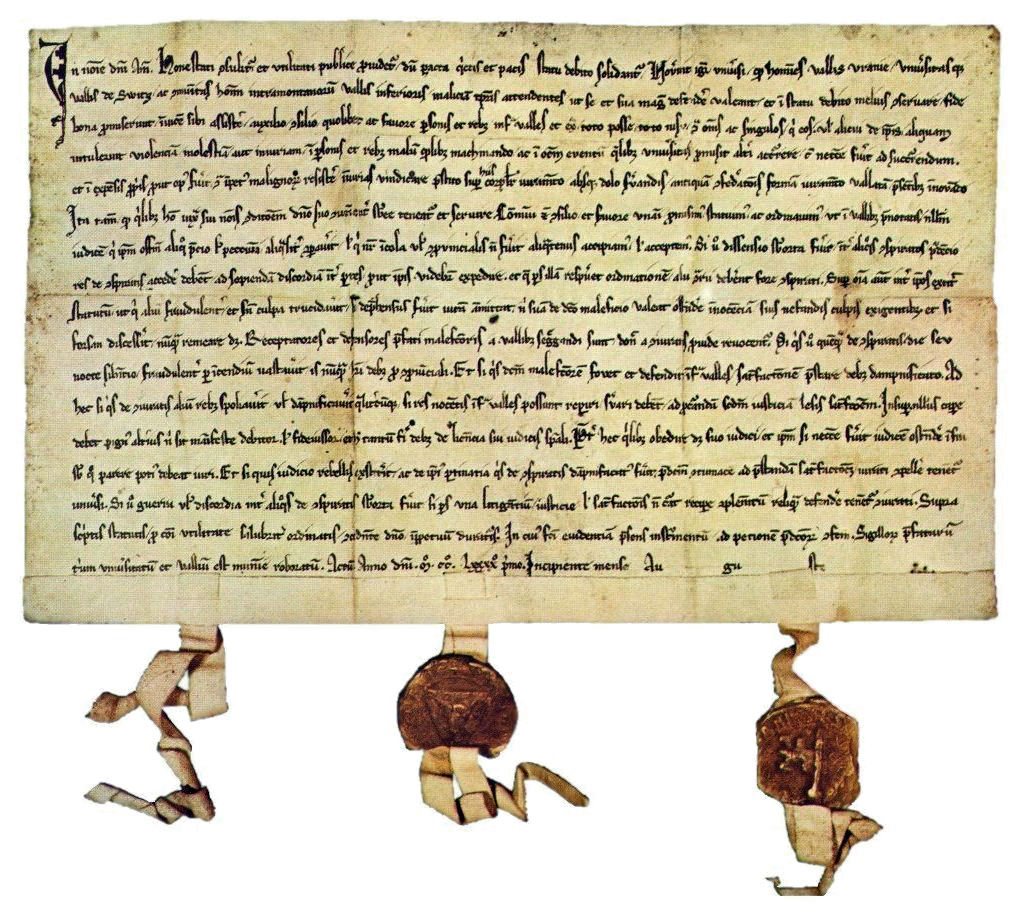
Testo del Patto eterno confederale del 1291

La storia della Svizzera trae le sue origini nel 1291, quando i rappresentanti delle comunità di Uri, Svitto e Untervaldo siglarono un patto di mutua assistenza in opposizione ai locali balivi imperiali; il patto, conosciuto anche come Patto eterno confederale, viene tradizionalmente identificato come il primo passo verso la nascita della confederazione svizzera. La confederazione si formò progressivamente nel corso dei secoli successivi attraverso lo stabilimento di complesse reti di alleanze, che comprendevano anche patti di soggezione e di tutela. I primi tentativi di consolidare i rapporti di alleanza avvennero nel 1370, in occasione della Carta dei preti, la quale sottoponeva gli ecclesiastici alla giustizia locale (ad eccezione che per cause di natura matrimoniale ed ecclesiastica) e nella quale i cantoni fecero riferimento per la prima volta a una "nostra Confederazione", e nel 1393, quando i cantoni Uri, Svitto, Untervaldo, Lucerna, Zurigo, Glarona, Zugo e Berna apposero insieme il proprio sigillo nella Convenzione di Sempach, consolidando la Confederazione degli otto cantoni. Nel 1415 venne convocata per la prima volta la Dieta, incaricata di amministrare i baliaggi comuni e che avrebbe regolamentato i rapporti tra i cantoni fino al 1848. Tra il XV e il XVI secolo entrarono a far parte della confederazione Friburgo, Soletta, Basilea, Sciaffusa e Appenzello. La riforma protestante, avviata in Svizzera da Ulrico Zwingli e da Giovanni Calvino, innescò nel corso del XVI secolo conflitti religiosi tra i cantoni cattolici e che quelli aderenti alla riforma, seguiti poi da vari accordi di pace, siglati tra il XVI e il XVIII secolo.
La storia costituzionale della Svizzera ha inizio nel 1798, scaturita dagli eventi seguenti l'invasione francese. L'assemblea costituente, convocata dal commissario governativo francese François-Philibert Le Carlier, adottò un testo costituzionale ricalcato sul modello repubblicano francese e che diede vita alla Repubblica Elvetica. I cantoni vennero aboliti e il territorio venne diviso in regioni amministrative. La repubblica fu tormentata dagli scontri tra fautori dello Stato unitario e federalisti, finché Napoleone ripristinò nel 1803 le autonomie cantonali attraverso l'Atto di Mediazione, il quale durò fino al 1813, con la sconfitta di Napoleone.
Nel 1813 venne convocata la Dieta, incaricata di elaborare un nuovo progetto federale. Nel 1815 aderirono alla confederazione il Vallese, Neuchâtel e Ginevra. Il nuovo assetto istituzionale, strutturato come confederazione di Stati, venne riconosciuto dal Congresso di Vienna nel 1815. L'influenza delle idee rivoluzionarie francesi si erano però radicate in vaste aree della società svizzera. A partire dal 1830 i cantoni Soletta, Lucerna, Zurigo, San Gallo, Turgovia, Argovia, Sciaffusa, Vaud e Berna adottarono costituzioni liberali, che confermarono i diritti fondamentali e la sovranità popolare e introdussero un limitato suffragio universale; questi cantoni, definiti "rigenerati", proposero una revisione del Patto federale del 1815 che potesse rafforzare le competenze della confederazione e modificare il peso politico dei vari cantoni in proporzione alla loro popolazione (i cantoni conservatori, pur ospitando solamente un quinto della popolazione, avevano infatti maggiore potere). I cantoni conservatori si riunirono nell'alleanza del Sonderbund, che venne però sciolta dalla Dieta, scatenando una breve guerra civile, che vide vittoriosi i cantoni rigenerati, guidati dal generale Guillaume Henri Dufour. I cantoni conservatori decisero quindi di collaborare per redigere una nuova costituzione, ispirata a quella statunitense, entrata in vigore nel 1848, che portò la Svizzera a passare da un ordinamento confederale a uno federale.
Sotto la spinta di vari movimenti riformatori la costituzione venne revisionata totalmente nel 1874, consolidando le competenze del tribunale federale e le libertà individuali, estendendo il suffragio e introducendo i referendum di popolo e cantoni e i referendum facoltativi. A partire dal 2000 entrò in vigore una nuova costituzione che sostituì quella del 1874, frutto di un lungo percorso avviato nel 1965.

## Ordinamento dello Stato

### Sistema federale

I ventisei cantoni della Svizzera

La Svizzera è uno Stato federale nel quale sussistono due livelli di governo locale: il cantone e il comune. La sovranità e l'autonomia cantonale sono garantite dalla costituzione, mentre l'autonomia comunale, anch'essa salvaguardata dalla costituzione, è garantita nelle misure previste dal diritto cantonale. L'autonomia dei cantoni copre uno spazio molto più ampio rispetto a quello dei comuni; essi possono infatti dotarsi di una propria costituzione. In Svizzera è implementato il federalismo fiscale, che ha generato una concorrenza fiscale tra i vari cantoni, che è tuttavia limitato dalla costituzione, dal momento che non può ad esempio adottare un'aliquota regressiva. In alcuni cantoni sussiste una ripartizione tra comune politico, comune ecclesiastico, comune scolastico, comune assistenziale e comune patriziale; il comune patriziale è un'antica istituzione, i cui membri tradizionalmente gestiscono i beni comuni.

### Potere legislativo

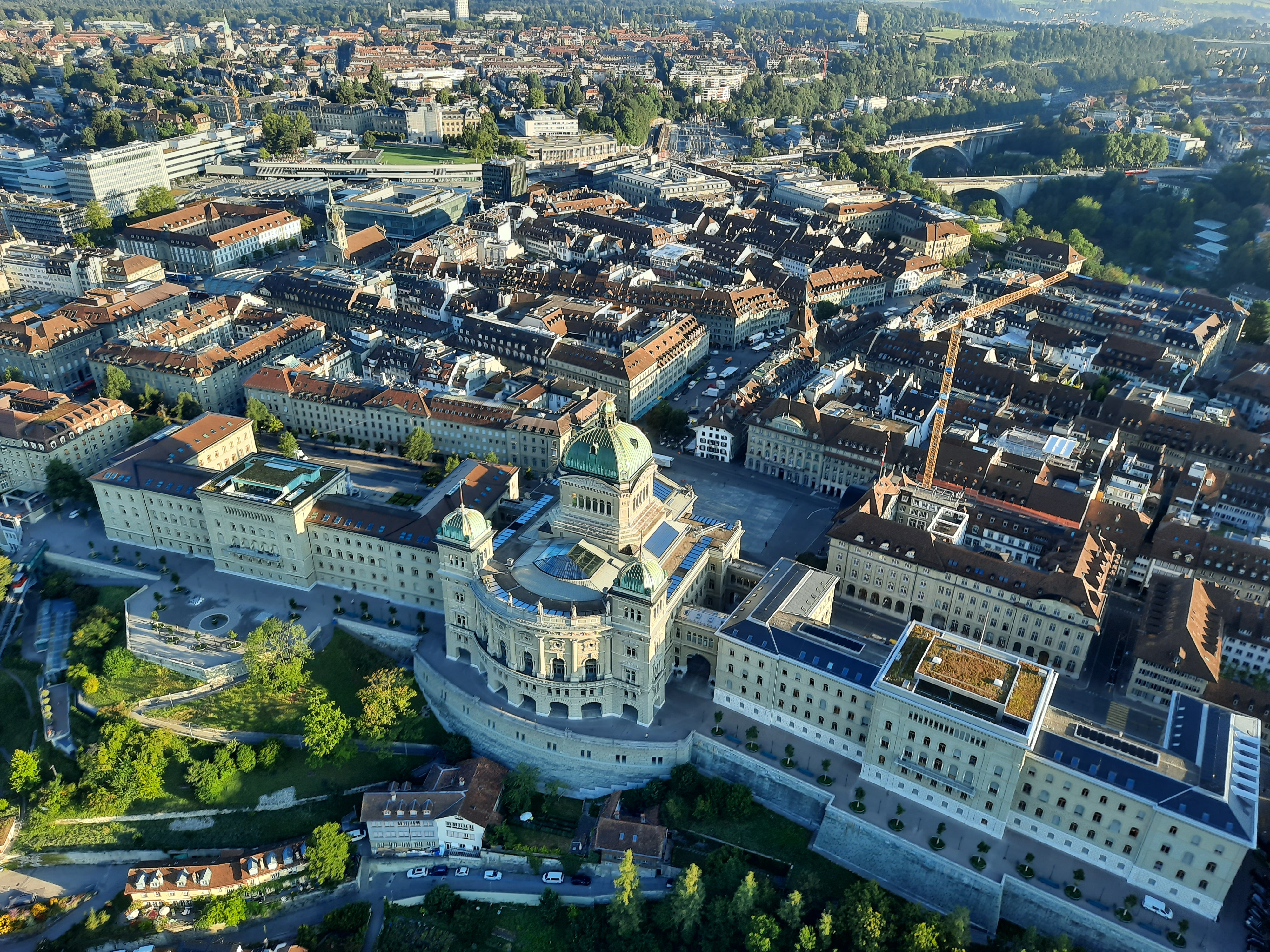
Il Palazzo federale a Berna

Il potere legislativo è detenuto dall'Assemblea federale, la quale è composta da due camere con eguali poteri: il Consiglio nazionale, composto da 200 deputati eletti proporzionalmente alla popolazione dei vari cantoni, e il Consiglio degli Stati, composto da 46 deputati, due per ogni cantone e uno per ogni semicantone.

### Potere esecutivo
La forma di governo in Svizzera è definita "direttoriale", dal momento che si caratterizza per una preminenza del potere legislativo su quello esecutivo. Il potere esecutivo è detenuto dal Consiglio federale, organo composto da sette membri, il quale viene eletto ad ogni legislatura dall'Assemblea federale e non sussiste tra i due alcun vincolo fiduciario. Tra i sette membri dell'esecutivo viene eletto ogni anno un presidente che funge da primus inter pares. La composizione del Consiglio federale rispetta la cosiddetta "formula magica", che rispecchia i risultati elettorali, generalmente stabili, dei principali partiti politici svizzeri. A partire dal 2003 il Consiglio federale ha compreso infatti due liberali, due socialisti, due membri dell'Unione Democratica di Centro e un democristiano. Quella svizzera è anche nota come "democrazia consociativa", per via della rappresentanza proporzionale di tutti i maggiori partiti al governo.

### Potere giudiziario
In Svizzera il potere giudiziario rispecchia l'ordinamento federale; i cantoni godono infatti di un'ampia autonomia, nei limiti stabiliti dalla costituzione federale, che si estende a tutti tre gli ambiti: penale, civile e amministrativo, mentre la legislazione e la procedura penale sono di competenza federale. La giustizia federale è strutturata attorno a un tribunale penale, a un tribunale amministrativo e a un tribunale federale, mentre la giustizia cantonale varia di cantone in cantone; nei cantoni più popolosi ad esempio la giustizia civile è strutturata in distretti.

## Sistema elettorale

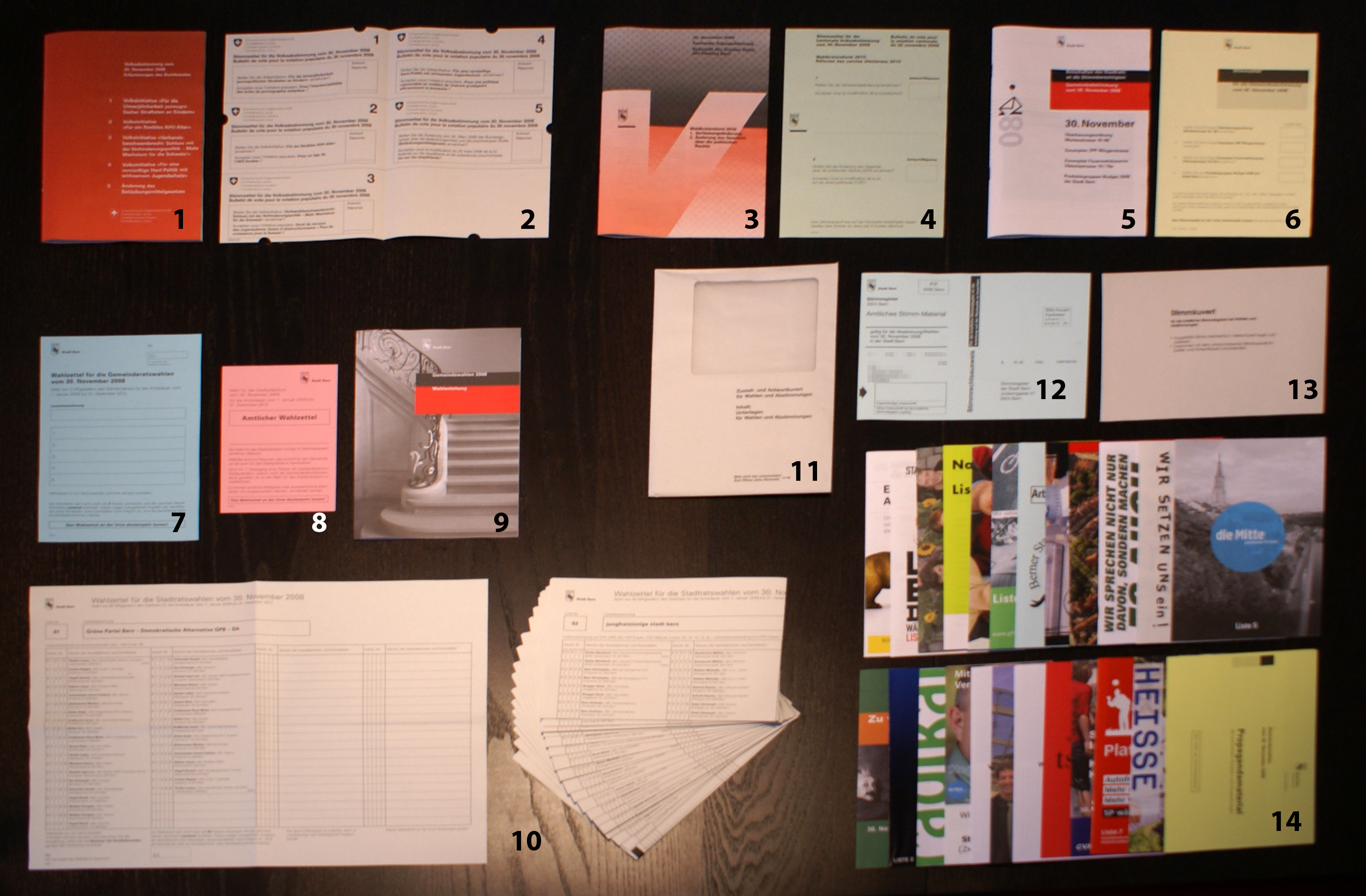
Materiale elettorale ricevuto da un cittadino svizzero per le elezioni e referendum del 30 novembre 2008

Il sistema di votazione svizzero è caratterizzato da elementi che lo contraddistinguono nettamente da quelle delle altre moderne nazioni democratiche; questo sistema si distingue dagli altri per la presenza della democrazia diretta, nella quale ogni cittadino può impugnare qualsiasi legge in ogni momento. Inoltre, nella maggior parte dei cantoni della Svizzera, tutte le votazioni sono effettuate utilizzando schede cartacee che vengono spogliate manualmente. Le votazioni si verificano circa quattro volte l'anno, su argomenti diversi; le consultazioni includono anche referendum, in cui le decisioni vengono direttamente votate dalla popolazione, e le elezioni, in cui i cittadini eleggono i propri rappresentanti. Le votazioni avvengono sempre durante il fine settimana. Le materie federali, cantonali e municipali vengono gestite all'interno di un'unica consultazione, nei limiti del possibile, e la maggioranza della popolazione vota per posta.

### Requisiti e procedure di voto
La Svizzera conta attualmente circa otto milioni e mezzo di abitanti, dei quali 6,6 milioni sono cittadini svizzeri; alcuni cantoni e municipalità hanno consentito agli stranieri di esercitare il diritto di voto dopo un certo periodo di tempo di residenza in Svizzera. Tutti i cittadini svizzeri che abbiano compiuto 18 anni hanno diritto a votare. Inoltre, i cittadini svizzeri che vivono al di fuori della nazione e che hanno compiuto 18 anni hanno il diritto di votare su materie federali e, in alcuni cantoni, su argomenti cantonali. Per questi votanti, è obbligatoria la registrazione al più vicino consolato svizzero. I votanti all'estero possono scegliere di registrarsi in qualsiasi comune svizzero in cui siano già stati registrati, oppure nella loro città di origine.
Ogni comune nomina con una procedura casuale un gruppo di cittadini che hanno il compito di contare le schede. Tuttavia, dopo che la popolazione ha espresso il proprio voto, sono contati manualmente o, nelle grandi città, con l'aiuto di contatori automatici; le schede possono anche essere pesate con bilance di precisione. In alcuni cantoni sono ancora previste sanzioni per chi non esercita il diritto di voto (con una multa equivalente a cinque franchi). In Svizzera è anche consentito il voto per corrispondenza. Diversi cantoni (Ginevra, Neuchâtel e Zurigo) hanno poi sviluppato progetti per permettere ai cittadini di votare via internet o tramite SMS.

### Elezioni
Oltre ai referendum, vi sono due principali tipi di elezione: le elezioni parlamentari e quelle esecutive, permettono ai cittadini svizzeri di eleggere i propri rappresentanti. Le elezioni parlamentari sono organizzate secondo un sistema proporzionale multipartitico e quelle esecutive secondo il voto popolare espresso direttamente verso candidati; chi ottiene più voti, vince.
Le elezioni parlamentari eleggono i membri del Consiglio degli Stati e del Consiglio nazionale. Se i candidati concorrono per una carica parlamentare, al votante sono inviate diverse schede, ognuna corrispondente ad un diverso partito politico. Ogni partito stila la propria lista di candidati, ma il votante può sia creare una propria lista o può apportare cambiamenti alle liste proposte. Se i candidati concorrono per l'Assemblea federale, la scheda riporta tante linee quanti sono i seggi da assegnare. Il votante sceglie quindi i candidati che desidererebbe occupassero tali seggi. Ogni candidato può essere votato fino a due volte; ogni volta che il nome di un candidato appare sulla lista, il voto è conteggiato per il candidato particolare. Il votante può cancellare il nome di un candidato e sostituirlo con un altro, oppure può lasciare alcune delle righe vuote. Anche se al votante è fornita una lista del partito, il votante può sostituire un membro di un diverso partito, e formare in modo tale una propria lista. Se il votante utilizza la lista formata dai partiti, il partito acquista un voto. Il votante può anche utilizzare una lista libera, che non fa riferimento ad alcun partito; modificare una lista libera con candidati scelti di proprio pugno non attribuisce il voto ad alcun partito. Il Parlamento viene eletto con il sistema proporzionale, in quanto ogni partito ottiene un numero di seggi proporzionale al numero dei voti ricevuti. Ciò determina il numero dei seggi assegnati al partito, ma i singoli candidati non sono ancora eletti; la loro nomina viene determinata con il voto al candidato. Se un partito ottiene n seggi, gli n candidati del partito nelle posizioni più alte ottengono il seggio.
I votanti possono anche votare per il governo di ogni cantone. La scheda presenta una sola riga, dove il votante può scrivere il nome di battesimo di qualsiasi cittadino maggiorenne che vive nel cantone. Non esistono voti ai partiti, ma solo voti ai candidati. Questa procedura viene chiamata Majorzwahl, perché il candidato che ottiene più voti vince. Questo sistema vige in tutti i cantoni tranne che nel Ticino, dove il Governo è eletto col sistema proporzionale.

### Democrazia diretta

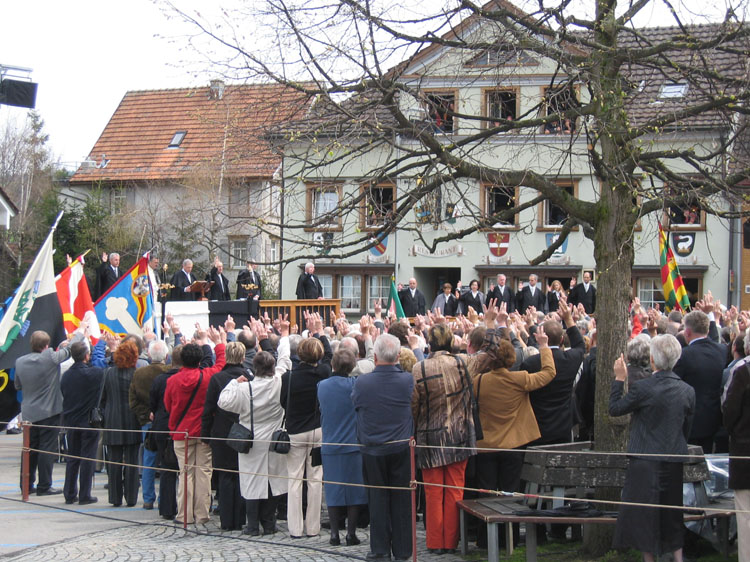
La Landsgemeinde nel Canton Appenzello Interno

La Svizzera mantiene un particolare sistema di democrazia diretta (definita nel caso svizzero anche "democrazia semidiretta"), attraverso il quale la cittadinanza ha la possibilità di partecipare ai processi decisionali, i quali non vengono delegati completamente alle istituzioni rappresentative. La democrazia diretta viene esercitata attraverso l'iniziativa popolare, il diritto di petizione, il referendum e in alcuni cantoni attraverso la Landsgemeinde, quest'ultima spesso considerata l'ideale della democrazia diretta.

#### Iniziativa popolare
Uno dei principali istituti della democrazia diretta svizzera è l'iniziativa popolare, attraverso la quale l'elettorato può sottoporre al voto una proposta. A livello federale l'iniziativa popolare può riguardare solamente la revisione della costituzione, mentre a livello cantonale può avere effetto anche in ambito legislativo. Le iniziative popolari per le revisioni parziali o totali della costituzione hanno bisogno di 100000 firme. Le revisioni parziali vengono presentate come proposte generiche o come progetti elaborati e una volta che l'Assemblea federale ne controlla i requisiti formali esse vengono sottoposte a referendum di popolo e cantoni. Le revisioni totali possono invece essere presentate solo come proposte generiche; in seguito a una consultazione popolare l'Assemblea federale può procedere alla revisione.

#### Referendum
Il referendum è un istituto presente nella costituzione svizzera sin dal 1848 ed è garantito anche dall'attuale costituzione del 1999. La costituzione svizzera prevede diversi tipi di referendum che si dividono in due categorie: i referendum obbligatori e i referendum facoltativi.
I referendum obbligatori, indetti soprattutto in occasione di revisioni costituzionali, possono essere di popolo o di popolo e cantoni. Nella prima categoria conta la sola maggioranza popolare senza quorum; nella seconda categoria invece si tengono in considerazione anche i risultati emersi in ciascun cantone, ognuno dei quali detiene un voto (ad eccezione dei semicantoni che ne detengono metà); il voto cantonale viene determinato dal voto popolare del cantone stesso: se la maggioranza dei cittadini di un cantone sostiene la proposta, tutto il cantone sostiene la proposta; il referendum di popolo e cantoni ha esito positivo se oltre alla maggioranza popolare a livello nazionale si raggiungono almeno dodici voti cantonali. Altri casi per i quali vengono indetti i referendum obbligatori riguardano l'adesione della Svizzera a organizzazioni sovranazionali e di sicurezza collettiva e l'approvazione di leggi federali senza base costituzionale dichiarate urgenti entro un anno dalla loro adozione da parte dell'Assemblea federale. A livello cantonale i referendum obbligatori si suddividono tra quelli ordinari, automaticamente indetti per le revisioni costituzionali cantonali e in alcuni cantoni anche per l'introduzione di nuove leggi, trattati, spese pubbliche o imposte, e straordinari, indetti per certe categorie di atti.
I referendum facoltativi possono essere richiesti da almeno 50000 aventi diritto al voto o da almeno otto cantoni per quanto riguarda leggi federali, leggi federali dichiarate urgenti, decreti federali e trattati internazionali. A livello cantonale i referendum facoltativi ordinari vengono indetti per quanto riguarda leggi e atti normativi cantonali in quei cantoni che non prevedono referendum obbligatori. I referendum facoltativi straordinari sono invece previsti solamente in alcuni cantoni.

#### Landsgemeinde
Storico istituto tipicamente svizzero, espressione della democrazia diretta, è la Landsgemeinde, costituita dall'assemblea di tutti i cittadini riuniti in pubblica piazza. Attraverso questo istituto la cittadinanza può avanzare e discutere proposte di legge, approvate poi per alzata di mano, generalmente verificata a occhio. Applicata solamente a livello cantonale, la Landsgemeinde è attestata già nel XIII e nel XIV secolo nei cantoni Uri, Svitto e Untervaldo. Nel corso del XIX e XX secolo la Landsgemeinde è stata progressivamente abolita in vari cantoni (Zugo, Svitto, Uri, Nidvaldo, Appenzello Esterno e Obvaldo), a causa della crescita demografica e della sempre maggiore complessità dei temi politici. Sopravvive oggi solo nel Canton Appenzello Interno (dove si tiene ogni ultima domenica d'aprile) e nel Canton Glarona (dove si tiene ogni prima domenica di maggio), dove detiene il potere insieme a un organo legislativo e a uno esecutivo.

## Politica interna

### Principali forze politiche

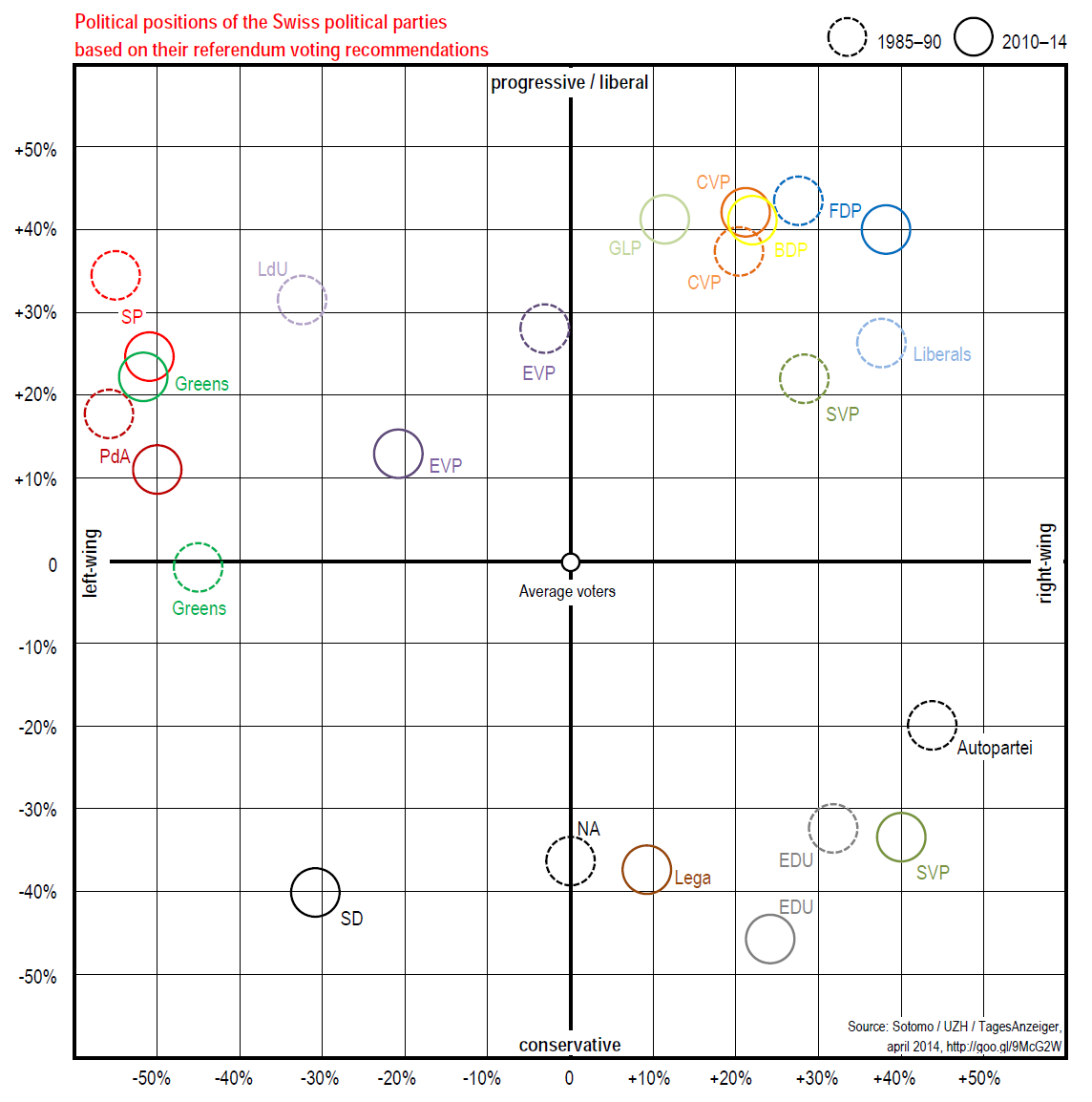
Posizioni politiche dei vari partiti politici svizzeri

In Svizzera si è costituita una forma organizzativa di governo che prevede un costante equilibrio, attraverso la cosiddetta "formula magica", delle quattro maggiori forze politiche del Paese: il Partito Liberale Radicale, il Partito Popolare Democratico, il Partito Socialista Svizzero e l'Unione Democratica di Centro, alle quali vengono riservati dei seggi nel Consiglio federale. I partiti politici svizzeri sono caratterizzati da una complessità territoriale, dal momento che si reggono su sezioni cantonali, la cui forza e influenza differiscono di cantone in cantone.
Il Partito Liberale Radicale nacque nel 1894; la sua filosofia politica fu ispirata al radicalismo francese e trasse origine dal movimento della rigenerazione che nel XIX secolo, dopo la guerra del Sonderbund, portò la Svizzera a transitare verso l'attuale ordinamento federale. I radicali furono l'unica forza politica ad essere rappresentata nel Consiglio federale dal 1848 al 1891, periodo nel quale edificarono il Paese sulla base dell'ideale di Stato-nazione. A partire dalla fine del XIX secolo, con l'ingresso dei socialisti nell'arena politica, i radicali si spostarono su posizioni più conservatrici. Il partito nel 2008 si unì al Partito Liberale Svizzero per dare vita al PLR.I Liberali Radicali.
Il Partito Popolare Democratico trasse le sue origini nel XIX secolo, costituendosi poi come Partito Cattolico Conservatore; da una sua scissione nacque il Partito Cristiano Sociale. Tradizionalmente ha esposto posizioni centriste e cattoliche.
Il Partito Socialista Svizzero, nato a Zurigo nel 1870, trae le sue radici nella sezione svizzera dell'Internazionale socialista costituita nel 1864. Il partito si costituì ufficialmente a Berna nel 1888. Il partito visse le scissioni del Partito Comunista Svizzero e del Partito del Lavoro. I socialisti si distinsero per la difesa delle assicurazioni sociali e svolsero un ruolo fondamentale nell'introduzione dell'assistenza sanitaria e della previdenza sociale.
L'Unione Democratica di Centro è un partito di destra. Nato come partito agrario e tradizionalmente radicato nella Svizzera tedesca protestante, espone oggi un programma nazionalista ed euroscettico, estendendo a partire dagli ultimi anni del XX secolo il suo raggio d'azione anche alle aree urbane e nella Svizzera romanda e cattolica, soprattutto su impulso della politica del leader Christoph Blocher, che portò il partito su posizioni liberal-conservatrici e nazional-populiste. Sotto Blocher infatti il partito vide il suo consenso elettorale ampliarsi enormemente, passando dall'11% nel 1991 al 29% nel 2007, sposando temi quali la difesa delle istituzioni e la lotta all'immigrazione e adottando un linguaggio semplice e immediato.
Altra significativa forza politica è il Partito Ecologista Svizzero, nato nel 1983 dall'unione di vari partiti e movimenti cantonali di matrice ambientalista organizzatisi negli corso degli anni 1960.

## Politica estera

### Neutralità
La politica estera svizzera si contraddistingue per una tradizionale e netta neutralità, le cui origini risalgono al 1515, in seguito alla sconfitta svizzera nella battaglia di Marignano; interrotta alla fine del XVIII secolo in seguito all'invasione francese, essa venne ripristinata e ufficialmente riconosciuta dal Congresso di Vienna nel 1815. La politica di neutralità non impedisce l'applicazione di sanzioni economiche o la partecipazione a missioni umanitarie. La tradizionale neutralità svizzera ha fortemente condizionato la mancata adesione del Paese alla NATO o la tardiva adesione all'ONU, avvenuta solo nel 2002.

### I rapporti con l'Unione europea
La Svizzera non è membro dell'Unione europea. La Svizzera è dal 1960 membro fondatore dell'Associazione europea di libero scambio, realizzata con lo scopo di rafforzare la circolazione delle merci con i Paesi non membri dell'allora Comunità europea, con la quale la Svizzera si avvicinò attraverso una serie di accordi bilaterali accettati tramite referendum nel 1972. Un ulteriore passo della Svizzera per aderire allo Spazio economico europeo fu bocciato da un referendum di popolo e cantoni nel 1992; in particolare questo ultimo referendum acuì la frattura tra Svizzera romanda, favorevole all'integrazione europea, e Svizzera tedesca e italiana, contrarie all'accordo.
Per evitare l'isolamento la Svizzera si è impegnata in lunghe negoziazioni con le autorità europee che hanno portato alla stipula di due pacchetti di accordi; i primi, stipulati nel 1999 e confermati tramite referendum nel 2000, sono entrati in vigore nel 2002; i secondi sono stati sottoscritti nel 2004 e uno di essi, quello relativo a Schengen e Dublino, è stato approvato tramite referendum nel 2005. Il primo pacchetto di accordi è soggetto alla clausola ghigliottina, che prevede la caduta dell'intero pacchetto nel caso anche solo uno degli accordi venisse messo in discussione. L'estensione degli accordi ai nuovi membri dell'Unione europea aggiuntisi nel 2004 e nel 2007 è stata accettata dall'elettorato svizzero attraverso referendum facoltativi nel 2005 e nel 2009.